# Typecast
Typecast es una banda de rock alternativo de Filipinas. Siendo una de las bandas más populares en línea, Typecast fue pionera sobre el levantamiento en Myspace, Purevolume y entre otras sobre la promoción de un marketing, relacionados con la sociedad y sitios de redes para grupos de rock en toda Asia. También fue una banda pionera de la subcultura de género en las Filipinas y que actualmente está siendo emitado por muchas otras bandas del rock filipino.

## Miembros
- Steve Badiola (Voz / Guitarras)
- Melvin Macatiag (Batería)
- Chi Resurrección (Bajo)
- Pakoy Fletchero (Guitarras)

## Discografía

### Cada Moss y telaraña (Warner Music, 2007)
- Usted no necesita ojos para ver (Intro)
- En Ensayo sobre la ceguera
- Malas Noticias Brown
- Mi despedida
- Bright Eyes
- Sobre Usted no
- El Conflicto
- El Drama de Boston
- ¿Qué eres
- Alguna vez Usted se Aprende
- Emmanuel
- Herida abierta
- No tome de mí de mí

### El siempre está ahí Infatuation (IME Records, 2004)
- Ten Otro Minuto Hasta Diez
- Respirar a través del cristal
- Escapar el dolor
- Afirmación
- Embrague
- El siempre está ahí Infatuation
- Los resultados de Brave
- Última Hora
- 21 y contando
- Esperar
- Cicatrices de un defecto del corazón
- Matar culpabilidad

### Última Hora (Independent Release, 2001)
- Olvidar
- Mejor fuera
- ¿Puedo probar mi suerte en Usted
- Hielo
- Dorothy
- Febrero
- Manta
- Distancia entre nosotros
- Última Hora
- Más profundo I Fall
- Ella no va a entender